# تاكاهيرو يوشيماتسو
تاكاهيرو يوشيماتسو (吉松孝博 يوشيماتسو تاكاهيرو) هو رسام أنمي ياباني ولد في 27 أغسطس 1965 في محافظة أوساكا.
عمل أحياناً تحت الاسم المستعار سمثينغ يوشيماتسو (サムシング吉松)

## أعماله في الأنمي

### مسلسلات أنمي تلفزيونية
- دراغون بول (الرسوم المفتاحية)
- دراغون بول Z (الرسوم المفتاحية)
- فيوتشر GPX سايبر فورميولا (تصميم الشخصيات، إخراج الرسوم المتحركة)
- أنت رهن الإعتقال (الرسوم المفتاحية (شارة البداية الثانية))
- ترايجان (تصميم الشخصيات)
- جينيريتر جاول (الرسوم المفتاحية)
- إكسل ساغا (الرسوم المفتاحية (شارة البداية))
- داي جارد (الرسوم المفتاحية (شارة البداية))
- فتى الرمال (تصميم الشخصيات، إخراج الرسوم المتحركة الرئيسي)
- بلاك كات (شارة النهاية الأولى)
- كيبا (تصميم الشخصيات)
- البؤساء: الفتاة كوزيت (تصميم الشخصيات)
- أويدو روكيت (تصميم الشخصيات، إخراج الرسوم المتحركة)
- زوكو سايونارا زِتسبو سينسيه (رسم لوحة القصة، إخراج الرسوم المتحركة، الرسوم المفتاحية)
- باسكواش! (تصميم الشخصيات)
- كوباتو. (الرسوم المفتاحية)
- أراكاوا أندر ذا بريدج (الرسوم المفتاحية (شارة البداية))
- هنتر x هنتر (2011) (تصميم الشخصيات، إخراج الرسوم المتحركة الرئيسي)
- أوفرلورد (تصميم الشخصيات، إخراج الرسوم المتحركة الرئيسي)
- أوفرلورد II (تصميم الشخصيات)
- أوفرلورد III (تصميم الشخصيات)
- برينس أوف سترايد ألترنيتيف (إخراج الرسوم المتحركة الرئيسي)
- كونكريت ريفولوتيو: فنتازيا الخوارق THE LAST SONG (إخراج الرسوم المتحركة للغيوم والرعد)
- رحلة العجائب 24 (تصميم الشخصيات)
- رحلة العجائب: ثأر الأشرار الثلاثة (تصميم الشخصيات)
- أتوم ذا بيغينينغ (تصميم الشخصيات)
- مكان أبعد من الكون (تصميم الشخصيات، إخراج الرسوم المتحركة الرئيسي)

### أوفا أنمي
- المعلم الخارق (الرسوم المفتاحية)
- سوبرنتشرل ذي أنيميشن (تصميم الشخصيات، إخراج الرسوم المتحركة الرئيسي)

### أفلام أنمي
- ترايجان Badlands Rumble (تصميم الشخصيات، إخراج الرسوم المتحركة الرئيسي)

## أعماله في ألعاب الفيديو
- بيرسونا 4 غولدن (إخراج الرسوم المتحركة (شارة البداية))
- بيرسونا 4 أرينا (إخراج الرسوم المتحركة الرئيسي (مشاهد الرسوم المتحركة))

## وصلات خارجية
- تاكاهيرو يوشيماتسو على موقع IMDb (الإنجليزية)
- تاكاهيرو يوشيماتسو على موقع ميوزك برينز (الإنجليزية)
- تاكاهيرو يوشيماتسو على موقع قاعدة بيانات الفيلم (الإنجليزية)
- تاكاهيرو يوشيماتسو على موقع ANN person (الإنجليزية)